# 山極一三
山極 一三（やまぎわ かずみ、1897年（明治30年）4月26日- 1968年（昭和43年）5月19日）は、日本の医学者、生理学者、脳波研究者。医学博士。
日本人初の脳波研究者である。ただし帰国後は脳波研究からは手を引く。興奮伝導に関する理論研究に専念した。
東京高等歯科医学校（後の東京医科歯科大学）教授を務めた。

## 生涯
長野県小県郡西塩田村で出生、2,3才の頃東京に移る。大正4年に東京府立第三中学校を卒業、大正8年に第一高等学校を卒業、大正13年に東京帝国大学医学部医学科を卒業。昭和6年12月から橋田邦彦研究室の助教授を務めた。橋田門下での最優秀の学者と評される。
昭和8年、ヨーロッパへ留学。昭和11年まで主にケンブリッジ大学のエドガー・エイドリアン（1932年ノーベル生理学賞受賞）の下でヒト頭皮上計測脳波黎明期の研究に従事した。その成果はAdrian and Yamagiwa (1935)などに見られる。昭和13年医学博士。昭和16年に東京高等歯科医学校の教授、昭和22年に同校予科教授兼任。昭和35年12月退官。昭和43年5月19日に心筋梗塞で死去。同19日従三位に叙され勲三等瑞宝章が贈られた。晩年にはパーキンソン病に苦しんだ。

## 脳波研究を放棄した理由
山極は帰国から18年後、当時の心境を次のように述べている。
所謂脳波なるものが如何にも曖昧模糊としていて、何とでもいえばいえるようで而も何ともいい得ぬ真に掴みどころのないもの、という印象が強く、敢えて手を出す勇気がなかったのであります。私共の調べたアルファ波にしても、第一多数の人の中の私共二人だけが明瞭であったという事実は，それを以て正常の存在とすることの妥当か否かを疑わしめました。正常でなくとも確実不動の事実であれば、それを追求していくことも一つの切り込み方でありますが、ところが私共のアルファ波も必ずしも恒存というわけでなく、長い記録を取ってみますと特別の理由もないのに間々不明瞭な部分、不規則な部分、ひどく様子の異なった部分などがあるのであります。
続けて、十全な脳波研究を行うためには次のような広汎な予備知識が必要になると予言している。
記録されたものがそのまま本質的なものか否かの疑問も当然湧きますが，批判実験のメドが立ちません。そこで方法を出来るだけ厳格に吟味した上で一応記録をそのまま受け入れて，真正面からそれと取っ組んで行く方法も考えられるわけですが，それにしても物理学，電気学，とりわけ数学上の相当な力倆が要りますし，といってこれを脳の内部から考察してやろうとすれば，解剖学，組織学の詳細な知識は勿論，脳の生化学，薬理学からも，果ては心理学まで登場することになりましょう。